# 破れ傘刀舟悪人狩り
『破れ傘刀舟悪人狩り』（やぶれがさとうしゅうあくにんがり）は、1974年10月1日から1977年3月29日までNETテレビ（現：テレビ朝日）系で毎週火曜日の21:00 - 21:55（JST。1975年10月以降は21:54まで）に放送されたテレビ時代劇。全131話。

## 概要・あらすじ
時代設定は江戸時代の天保期。
主人公は長崎で医学を修め、江戸郊外は千住宿のはずれにある瑞光院（ずいこういん）というボロ寺に住み（通称：棺桶寺）、診療などをしている特に外科手術にたける蘭学医、叶刀舟（かのう とうしゅう）。無外流の達人でもある。
刀舟は主に住まいである瑞光院で診療をしているが、往診や巡回診療も頻繁にしている。
医術の腕は確かだが、大の酒好きでもあり朝晩問わずに酒を飲んで酔っぱらって寝込んだり、夜には飲み歩いて住まいに帰らないことも多い。
貧しい町人や農民らの患者からは治療費・薬代は受け取らないが、時折、治療費・薬代などの替わりにと、患者の家族などから薦められて安酒を呑ませてもらったり、商い物や野菜などを受け取ることはある。
基本的に自ら進んでは裕福な武家や商人などの診療などは行っていないが、偶々出会った怪我人・病人の手当などを行うことはある。裕福な武家や商人の家族などの患者を診てくれと無理を言われ、診察や手当などをした場合には、多額な治療費を請求することもある。
酒を飲む分以外には金には頓着せず、手元にある金は貧しい患者の家庭などに施したりもしている。
町医者として活動していて、（ドラマの設定上）毎回巻き起こる様々な出来事には無関心ではあるが、関連した出来事などに関わっていたりもし、何らかの大きな事件（問題）などに巻き込まれたりすることも多い。
権力者らによって理不尽にも弱い民たちが斬殺または蹂躙されたのを聞いた時、刀舟はその顔いっぱいに怒りの表情を見せ、朱塗りがされた鞘を持つ同田貫一本を携えて大名屋敷であろうと奉行の屋敷であろうと構わず土足で上がりこみ、いきり立つ悪党たちを前に仁王立ちして「やかましいや!この野郎!」と怒気交じりに制しつつ彼らの理不尽な罪状（事の顛末）を述べた上で「許せねぇ!」「てめえら人間じゃねえや!叩っ斬ってやる!」という決め台詞とともに戦いを挑み、悪人達の全てを斬り倒す。悪人達が全員命を落とす終わり方が多いのが特徴の作品である。また、初期の回では事の一件が終わると雨が降ることが多かった。

## キャスト 及び 設定
叶 刀舟：萬屋錦之介
長崎で医学を修め、千住宿の外れにある瑞光院（通称：棺桶寺）に住み、特に外科手術を得意とする蘭学医。大酒飲みである。義理人情に厚く、貧しき者や弱者の味方。子供好きであり診察した子供・診察に訪れた家の子・町内、長屋の子供達などを気にかけており、時折壊れた玩具を修理したり、新しく作ってあげたりもしている。食料調達のために川釣りを良くしている。女は嫌いではないが、しつこく付きまとってくる女や、大酒飲みの女は苦手。町人達などからは「刀舟先生」や、いつも破れた傘を差していることから「破れ傘の先生」、「棺桶寺の先生」と呼ばれている。酒を飲んで酔っぱらっていたり、酔って寝込んでいる時でも、怪我人や病人がいたりする場合には（出会ったり、頼まれたり、起こされたりした時には）、きちんと医者としての対応を取る。剣術の無外流抜刀術の達人。理不尽なことは絶対に許さない正義感を持ち、関係した出来事での理不尽な相手に対しては、どんな相手でも鬼の様な怒りの形相で（時には、感情で目に泪を浮かべ）、その出来事の主要関係者の全てを刀で斬り殺す。最終回で、誰にも別れを告げずに「旅にでる」と書いて旅立っていった。
仏の半兵衛：桂小金治
千住の外れにあるボロ寺、瑞光院（通称：棺桶寺）の寺男。金儲けに目がなく、涙もろい人情家。刀舟の賄いもしている。寺男として寺の維持や墓掘り、棺桶造りなどもしている。寺には和尚が存在しないので、弔いなどで和尚の真似事をすることもあるが、お経がちゃんと唱えられない。時折、金儲けのために寺でお竜を壺振りにして賭場を開帳して寺銭を稼ぐこともある。何らかの事情で金が必要な時には、刀舟に言われて仏具などを「質入れ」して金を工面することもある。（刀舟には、「金を工面しろ」と言われ、「またですかぁ?」、「ちゃんと戻して下さいよぉ。」などと言い、「ナンマンダ〜、ナンマンダ〜」と唱え、仏具を持ち出し、金を調達してくる。）
伊庭 弥九郎：織田あきら（第106話まで）
生真面目で正義感が極めて強く、剣術に長ける叶刀舟の医術の弟子。長崎で医術の勉強をしていたこともある（らしい）。また独自に薬草の研究もしている。基本的に瑞光院には住まず、自身で建てた掘建て小屋に住んでいる（後には、瑞光院に住んでいると思われる）。子供の頃に両親が亡くなり、刀舟に弟子入りする迄は掘建て小屋で生活し、ぼろ市で薬草を売って生活をしていた。第106話で岩田藩藩主の子である長太郎と庄兵衛（小栗一也）を逃がすため、岩田藩の侍たちとの壮絶な斬り合いの末、岩田藩士・峰岸伊十郎（高杉玄）によって惨殺されてしまう。
むっつりお竜：ジャネット八田（第83話まで）
言葉数少ない女壺振り師。博打場で壺を振ったり、辻博打で金を稼いでいる。時折瑞光院で行われる賭場でも壺を振っている。金儲けに目がなく、儲けに繋がったり、頼まれたり（時には、自発的にも）すると尾行をしたり、相手先に潜入したりなどの「密偵」まがいの行動を取ることもある。口癖は「ようござんず。」 第83話中では「咳」を頻繁にしており、放送終盤での刀舟の診察により、おそらく「労咳」の診断を受け（病名は言われていなかった）、転地療養を薦められ、刀舟の長崎時代の学友である伊豆下田の大山寺（だいせんじ）（正確な漢字不明）の住職宛に紹介状を書いてもらい、一瞬は「行きたくない」と断ったが、「（刀舟）先生の言うことだから」と療養の為に下田へと向かった。
矢車のお千：上原美佐（第84話以降）
ぼろ市の外れにある、掛け小屋（筵（むしろ）で囲った小屋）で、「危ない踊り(いわゆるストリップ)」（「意和戸（いわと）」という見世物。現在のストリップの様なもの）の踊り子。 半兵衛のご贔屓の踊り子（第84話の、矢車のお千が初登場での設定）。お竜と同じように刀舟の探索役などで活躍。（以後の放送回では、「矢車のお千」は、半兵衛や、お蘭、刀舟などとも以前よりの顔見知りだった設定）
稲妻のお蘭：江波杏子
公事師。口入れ・仲裁・示談・取り立てなどのよろず相談を受けて手数料を取り商売をしている「何でも屋」であり、「命講（いのちこう）」（現在の、生命（障害）保険の様なもの（「＊＊講」には、様々なものがあり、「無尽講」から派生したものと思われる。））の地域の元締めとして集金や支払いなどもしている。仕事柄、町人から大店（おおだな）の旦那などまで顔が広い。賭場にも出入りしており、その筋では結構有名な姉御。「何でも屋」として、金儲けとなると危ない仕事を請け負ったりすることもある。密かに叶刀舟に惚れている。仕事柄なのか、時折どす（短刀）を携帯していることもある。幼少時に体の弱い母親と共に江戸に来たが母親が亡くなり天涯孤独となる。子供時代、旅芸人一座にいたこともあり「綱渡り」「手裏剣投げ」ができる。旅芸人以前には角兵獅子に売られそうになったことがある。
榊 大介：真夏竜（第106話以降）
叶刀舟の医術の弟子。土佐の生まれで父親もまた医者だった。玉洲先生の元で医術の勉強をしていたが、先生が医者を辞め、誰にでも安く手に入る様にと薬問屋に商売替えをした為、紹介状を携えて江戸の叶刀舟の元を訪ねてくる。弥九郎と同じく正義感が強い。どちらかというと剣術よりも空手の方が得意。毎朝健康の為に町内を走り回っている。初登場した第106話のクレジットはゲスト同様に名前と役名のみ記載されていた。
お新：大山のぶ代（第110話から準レギュラー出演）
刀舟の事が大好きな、大酒飲みな場末の芸者。「うわばみのお新」と呼ばれている。お金を貯めて小料理屋を開くのが夢。
語り：馬場雅夫
放送初期にはエンディングのナレーションだけであった。番組中期頃以降はエンディングのナレーションの他に、本編初め頃や本編内でのナレーションをする事もあった。

## スタッフ
- 企画・プロデューサー：勝田康三（NET）
- 原案協力：土居通芳
- プロデューサー：吉津正（NET）、菜穂進
- 音楽：木下忠司
- 脚本 : 津田幸於（46回）、田代淳二（33回）、淺間虹兒（23回）、中沢昭二（5回）、北一郎（4回）、大野靖子（同）、服部佳（3回）、鈴木礼之介（同）、櫻井康裕（同）、石川義寛（2回）、木村雅夫（同）　他
- 監督 : 村山三男（36本）、鹿島章弘（21本）、宮越澄（18本）、土居通芳（14本）、吉川一義（11本）、池広一夫（7本）、内出好吉（6本）、中川信夫（5本）、原田隆司（4本）、大洲齊（3本）　他
- 殺陣：尾型伸之介
- 企画制作協力：中村プロダクション
- 協力プロデューサー：中岡潔治（109話〜131話）
- 制作：NET（現：テレビ朝日）、三船プロダクション

## 放送局
- NETテレビ（制作局）：火曜 21:00 - 21:55　→ 火曜 21:00 - 21:54
- 北海道テレビ
- 青森テレビ（1975年3月まで）
  - 青森放送（1975年4月から）：月曜　22:00 - 22:55
- テレビ岩手：月曜　22:00 - 22:55
- 秋田放送
- 山形放送：月曜 22:00 - 22:55[1]
- 宮城テレビ（1975年9月まで）：月曜 21:00 - 21:55[2]
- 東日本放送（1975年10月から）[3]
- 福島中央テレビ：火曜 21:00 - 21:55 → 火曜 21:00 - 21:54[4]
- 新潟総合テレビ：火曜 21:00 - 21:54[5]
- 信越放送
- 静岡放送：日曜 22:30 - 23:25[6]
- 北日本放送：金曜 16:00 - 16:55[7]
- 北陸放送：月曜 22:00 - 22:55 [8]
- 福井放送
- 山梨放送：月曜 22:00 - 22:55[1]
- 名古屋テレビ
- 毎日放送（1975年3月まで）
  - 朝日放送（1975年4月から）
- 山陰放送
- 岡山放送
- 広島ホームテレビ
- テレビ山口
- 四国放送
- 瀬戸内海放送
- 南海放送
- 高知放送
- 九州朝日放送
- 長崎放送
- 熊本放送
- テレビ大分
- 宮崎放送
- 南日本放送
- 琉球放送

## 再放送
本放送以後、各地の民間放送局やCS放送（及び、ケーブルテレビ）の専門チャンネルなどで、何度か再放送されている。再放送では何らかの事情により放送されない話もある。
主な再放送
- 2000年 - 2005年 テレビ東京『時代劇アワー』枠
  - 2000年1月27日（木）より1話から21話まで、2000年4月3日（月）より22話から73話まで、2004年10月22日（金）より74話から106話まで、2005年1月20日（木）より107話から最終話まで、それぞれ中断を挟んで放送されていた。
- 2010年11月2日（火） - 2011年5月3日（火） 15:00 - 15:55（月曜日 - 金曜日） - テレビ埼玉
  - 第1話からの放送。一部、放送されない放送話あり（未放送の放送回、#3,#6,#7,#9,#10,#11,#15,#18,#22.#23,#35,#36）。次回予告編の放送なし。番組編成上、放送されない日もあり。
- 2019年4月1日（月） -  9:00 - 9:55（月曜日 - 金曜日） - とちぎテレビ
- 2019年4月3日（水） - 11月1日（金） 14:00 - 14:55（月曜日 - 金曜日） - 千葉テレビ
- 2019年4月28日（日） -  2020年9月27日（日） 5:05 - 6:00 （毎週日曜日）- KBS京都　第75話をもって打ち切り。枠廃止
- 2023年4月12日（水）- 15:05 - 16:00（月曜日 - 金曜日）- テレビ埼玉

## 放映リスト
| 話数    | 放送日     | サブタイトル             | 脚本                  | 監督     | 主なゲスト出演者 |
| ------- | ---------- | ------------------------ | --------------------- | -------- | --- |
| 第1話   | 1974.10.01 | 「闇に光る眼」           | 服部佳                | 池広一夫 | 鷹の御前(財部玄蕃):内田朝雄、上総屋喜八:内藤武敏、貝塚一鬼:五味龍太郎、仙吉:小沢直平、町奉行:幸田宗丸、八重:天野美保子、宗近晴見、田原千之右、川口節子 |
| 第2話   | 1974.10.08 | 「鉄砲傷が呼んでいる」   | 浅間虹兜              | 土居通芳 | 立花主計:岡田英次、林忠英:田中明夫、戸部伊織:嵯峨善兵、筧十蔵:菅貫太郎、大和屋五兵衛:中山昭二、水野忠邦:細川俊夫、目明し:桂小かん、玄庵:奥野匡、おかね:花原照子 |
| 第3話   | 1974.10.15 | 「八州狼狩り」           | 大野靖子              | 村山三男 | 湯浅新兵衛:井川比佐志、稲葉主膳正:仲谷昇、奥沢伊織:川辺久造、平賀仙十郎:千波丈太郎、茂十:丹古母鬼馬二、親爺:木田三千雄、藤造:福山象三、興吉:稲吉靖司、椎谷建治、福本潤 |
| 第4話   | 1974.10.22 | 「毒花は散った」         | 北一郎                | 内出好吉 | 矢島銀次郎:和田浩治、お咲:今出川西紀、寺田耀蔵:加藤武、喜平次:橋爪功、矢車の剛三:富田仲次郎、湊屋常右衛門:久遠利三、本多:高森玄、音造:木下一郎、お里:工藤房子 |
| 第5話   | 1974.10.29 | 「深海の聖女」           | 大野靖子              | 土居通芳 | お夕:池波志乃、黒木内膳:中山昭二、喜平次:岩城力也、お艶:園千雅子、古本新之輔、藤山浩二、田原千之右 |
| 第6話   | 1974.11.05 | 「どぶ沼の夜の花」       | 津田幸夫              | 土居通芳 | 丈吉:工藤堅太郎、お市:中川三穂子、松澤民部:睦五郎、矢作の仁兵衛:美川陽一郎、武蔵屋伝蔵:玉川伊佐男、榊原真吾:北村晃一、留五郎:城所英夫、鬼塚伊十郎:晴海勇三 |
| 第7話   | 1974.11.12 | 「忘却の女」             | 田代淳二              | 宮越澄   | 近江屋徳兵衛:浜村純、小山駿河守:菅貫太郎、綾：服部妙子、宇津木源三郎:住吉正博、相沢主馬:尾形伸之助、石田軍八:内海賢二、清次郎:森川公也、百姓:古川登志夫、小野田:藤山浩二、高崎頼母:高松政雄、仙吉:桂小かん                                                                     |
| 第8話   | 1974.11.19 | 「三途の川の子守唄」     | 浅間虹兜              | 土居通芳 | 西海屋惣右衛門:名古屋章、お葉:八木孝子、大沼大蔵:北城寿太郎、倉田甚内:中田浩二、岩造:武藤章生、春江ふかみ、与七:江原真二郎 |
| 第9話   | 1974.11.26 | 「遊女の挽歌」           | 津田幸夫              | 村山三男 | おしの:浜木綿子、滝川玄竹:神田隆、諸井大三郎:中庸介、おひろ:水原麻記、印伝の藤造:富田仲次郎、松木路子、緋多景子、小沢幹雄 |
| 第10話  | 1974.12.03 | 「三匹のカラス」         | 服部佳                | 土居通芳 | 清吉:浜田光夫、辰造:小栗一也、お光:江夏夕子、カラスの重兵衛：桑山正一、榊権之助：高森玄、大和屋儀兵衛：小瀬格、仙波和之、亀井三郎 |
| 第11話  | 1974.12.10 | 「鉄火花怨み節」         | 津田幸夫              | 村山三男 | おつぎ:真山知子、宇津木典膳:杣英二郎、相馬屋儀平:人見きよし、万助:村田正雄、坂部十蔵:前田昌明、小野千春、中村孝雄、山本昌平 |
| 第12話  | 1974.12.17 | 「狼の死ぬとき」         | 淺間虹兒              | 土居通芳 | お栄:三林京子、佐武:根岸一正、町年寄:近藤準、役人:加地健太郎、尾形伸之介、高木門、青木玲子、関東五郎右衛門:伊藤雄之助 |
| 第13話  | 1974.12.24 | 「闇の黒幕」             | 淺間虹兒              | 村山三男 | 多田源八:江守徹、お仙:岩本多代、常五郎:村上不二夫、同心:灰地順、白井一角:木村元、団巌、園千雅子、丘寵児、榎屋:金田龍之介 |
| 第14話  | 1974.12.31 | 「暗黒街のメス」         | 北一郎                | 土居通芳 | 本田十内:今井健二、仁兵衛:稲葉義男、波野伊十郎:黒部進、おたき:楠田薫、おきぬ:小林千恵(瞳ちえ）、倉島襄、大東梁佶、片岡半蔵、鮎川浩、片山滉 |
| 第15話  | 1975.01.07 | 「笹りんどう散る」       | 津田幸夫              | 土居通芳 | 本田庄五郎:若林豪、お由紀:武部秋子、内藤監物:高木二郎、お紺:三条泰子、佐伯東馬:天野新士、武平:潮健児、宮廻夏穂、塚田恵美子 |
| 第16話  | 1975.01.14 | 「復讐の狼」             | 服部佳                | 中川信夫 | 権次:勝部演之、仙三:村松克己、仁兵衛:伊沢一郎、岩城伝右衛門:北原義郎、雁金の勘助：土方弘 |
| 第17話  | 1975.01.21 | 「他人の顔」             | 田代淳二              | 村山三男 | 千鶴:松木聖、津軽少将信時:中村竜三郎、妙姫:隅田和世、仙崎四郎太:内田勝正、斉藤喜内:長島隆一、岡部正純、萩原奈穂美、安藤良石:伊藤雄之助 |
| 第18話  | 1975.01.28 | 「小さな目撃者」         | 淺間虹兒              | 村山三男 | 宮の十左:長谷川明男、越前屋茂左衛門:武藤英司、正太:安藤一人、原田重秀:北原義郎、三次:沖田駿一、園千雅子、橋本仙三、田原千之右 |
| 第19話  | 1975.02.04 | 「浦賀沖波高し」         | 北一郎                | 土居通芳 | H・カーティス:J・コワラスカ、野宮文蔵:細川俊夫、小田切要助:若杉英二、ウォーレン:ユセフ・オスマン、佐吉:中庸介、小沢幹雄、高木景安：渡辺高光、桂小かん、井上博一、大東梁佶、山野伯英:中村富十郎                                                                                 |
| 第20話  | 1975.02.11 | 「天保御鷹秘録」         | 津田幸夫              | 池広一夫 | 相良新之介:中村光輝、お千代:市毛良枝、藤堂将監:鈴木瑞穂、お駒:珠めぐみ、宗兵衛:浜田寅彦、相良一平:福田豊土、大和屋十兵衛:北見治一、木田三千雄、藤山浩二 |
| 第21話  | 1975.02.18 | 「口八丁仁義」           | 北一郎                | 土居通芳 | 宗春:西村晃、堀田隼人:村上冬樹、矢沢剛之進:中井啓輔、弁天の勝五郎:早川雄三、武田敬助:園田裕久、大内典膳:入江正徳、三夏伸、片山滉、岩城力也 |
| 第22話  | 1975.02.25 | 「狂った白刃」           | 淺間虹兒              | 土居通芳 | 相馬益胤:入川保則、榊原帯刀:浅野進治郎、岩井兵部:尾形伸之介、曽根山:小林勝彦、佐野:片岡五郎、中村時之介、内海敏彦、滝川潤、里木佐甫良 |
| 第23話  | 1975.03.04 | 「母恋い童唄」           | 津田幸夫              | 土居通芳 | 勝村新兵衛:山本学、伊達民部:戸浦六宏、権六:橋本功、おとき:富山真沙子、おしの:小野ひずる、律:三好美智子、伝馬屋万蔵:川野耕司、倉沢唐八郎:桔梗恵二郎、千世:池田恭子、坂崎伝内:浅若芳太郎                                                                                         |
| 第24話  | 1975.03.11 | 「女囚の挽歌」           | 淺間虹児              | 鹿島章弘 | おみつ:田島令子、阿部正純:渥美国泰、おさき:工藤明子、黒田源内:浜田晃、伝馬人足:人見明、名主:日野道夫、おくめ:森みつる、おきん:絵沢萌子、井手:宮口二郎 |
| 第25話  | 1975.03.18 | 「子はぐれ唐人」         | 大野靖子              | 宮越澄   | 大槻丹波守:織本順吉、松谷新之助:佐藤宏之、小沼半蔵:尾形伸之介、侍:阿部昇二、松谷うめ:新草恵子、陳隆昌:木村功 |
| 第26話  | 1975.03.25 | 「生きていた女」         | 田代淳二              | 村山三男 | 秋山大次郎:森次晃嗣、お妙:三浦真弓、千羽左門:石橋蓮司、依田兵庫:新田昌玄、中沢綱四郎:水村泰三、大和屋仁兵衛:山岡徹也、池田駿介、中島元、折尾哲郎、滝川潤、西沢武夫、近江屋利兵衛:加藤嘉                                                                                        |
| 第27話  | 1975.04.01 | 「妖花女殺し屋」         | 津田幸夫              | 土居通芳 | お鶴:竹下景子、お新:岩崎かおる、お紋:瑳峨三智子、榊原刑部:中山昭二、磯貝伝十郎:田中浩、相馬屋島蔵:伊達三郎、下條伴助:岡部正純、久遠利三、大木史郎 |
| 第28話  | 1975.04.08 | 「悪の花が飛んだ」       | 鈴木礼之介            | 村山三男 | 後藤庄三郎:内田朝雄、石川美濃守:中村時之介、牧野備前守:見明凡太郎、相川源十郎:千波丈太郎、宗吉:森川公也、杉立伊兵衛:安田隆、お政:北村昌子、亀井三郎、大東梁佶 |
| 第29話  | 1975.04.15 | 「白の恐怖」             | 津田幸夫              | 村山三男 | 小田仙之介:中村賀津雄、松平大膳:川合伸旺、志乃:松木路子、音松:倉丘伸太郎、竹造:小鹿番、剣持軍十郎:石橋雅史、角造:丘寵児、お妙:坂本幸子、弥兵衛:里木佐甫良、銀次:堀勝之祐、花原照子、初川久、福留幸夫、八幡源太郎                                                               |
| 第30話  | 1975.04.22 | 「ささやいた死美人」     | 田代淳二              | 土居通芳 | 伝八:芦屋小雁、文吉:芦屋雁平、西前監物:沼田曜一、稲葉新之助:嵐まこと、松田源之進:大木正司、大垣屋重兵衛:河村弘二、吉岡治八郎:永井譲滋、お久美:橘倫子、示現斉:岩城力也、新六:芦屋雁之助                                                                                         |
| 第31話  | 1975.04.29 | 「仇討ち馬子唄」         | 津田幸夫              | 村山三男 | 八巻連三郎:御木本伸介、高島小太郎:宮廻夏穂、高島小治郎:小田敏治、加倉井伝七:藤岡重慶、堂本主膳:梅沢昇、相馬屋辰五郎:村上不二夫、お加代：浅野ゆう子、又平:梅津栄、伊吹十蔵：守田学哉、加助：浅野進治郎、茂十：右京孝雄、お組:藤江リカ                                           |
| 第32話  | 1975.05.06 | 「旗本雷馬族」           | 津田幸夫              | 池広一夫 | 河合澄人:中野誠也、綾:望月真理子、三輪弾正:渡辺文夫、お春:マッハ文朱、由造:潮万太郎、三輪市之助:手塚茂夫、源次:三角八郎、鬼頭重之進:浅香春彦、須山辰三郎:頭師孝雄、伊助:中村寿成、長太:伊藤洋一、石塚庄助:袋正、早崎菊馬:剛達人                                                |
| 第33話  | 1975.05.13 | 「欲望の檻の中で」       | 中沢昭二              | 宮越澄   | 巳之吉:浜田光夫、お初:市毛良枝、間崎鉄之進:菅貫太郎、井澤良春:若杉英二、仁右衛門:深江章喜、武州屋:庄司永建、吾作:辻萬長、藤八:片岡五郎、福太郎:七海わたる、寅松:伊吹新 |
| 第34話  | 1975.05.20 | 「裏切りの街」           | 淺間虹兒              | 池広一夫 | 善助:浜村純、おきみ:倉野章子、佐平:今福正雄、鬼源:天王寺虎之助、八州取締:桑山正一、惣兵衛:高品格、勘八:長谷川弘、坊主常:森章二、岩松:西田良、桐造:滝義郎、吾助:大東梁佶、大熊:福本潤、茂作:如月寛多                                                                            |
| 第35話  | 1975.05.27 | 「流れ者の挽歌」         | 津田幸夫              | 鹿島章弘 | 伝次:下条アトム、お蝶:赤座美代子、猪之吉:長谷川哲夫、伝馬屋銀三:小笠原良知、関根刑部:外山高士、仁平:梅津栄、深沢重四郎:内田勝正、紋太:黒部進、おかつ:杉山とく子 |
| 第36話  | 1975.06.03 | 「町人武士道」           | 山野四郎              | 宮越澄   | 白川佐吉郎(佐吉):柴田侊彦、九ノ谷兵衛:杣英二郎、九ノ谷源之進:住吉正博、加津:東郷晴子、白川主馬之介:香川良介、霜屋千次郎:成瀬昌彦、戸張権内:桔梗恵二郎、常木伝兵衛:中庸介、瀬沼河内守:中村竜三郎、さち:宝生あやこ                                                               |
| 第37話  | 1975.06.10 | 「傷だらけの烙印」       | 津田幸夫              | 池広一夫 | 弥之吉:若林豪、長次:長谷川明男、お夏:徳永れい子、緒方将監:永井智雄、与助:見明凡太朗、木曽屋伴蔵:嵯峨善兵、磯貝軍十郎:五味龍太郎、おしの:小野ひずる、お紺:弓恵子 |
| 第38話  | 1975.06.17 | 「女肌地獄」             | 鈴木礼之介            | 村山三男 | 垣見図書頭:織本順吉、藤之家仁兵衛:高城淳一、お仲:榊ひろみ、辰三:青山良彦、お春:高木彩、王:潮建志、日野道夫、武智豊子、野呂啓介、土屋靖雄、福田真知子 |
| 第39話  | 1975.06.24 | 「どぶ木戸の詩」         | 津田幸夫              | 池広一夫 | 綾:吉行和子、島崎左近:北上弥太朗、お国:白木万理、次助:小島三児、源七:植田峻、柏木東馬:大下哲矢、おるい:松木聖、但馬屋:岩城力也、矢吹聞多:長門勇 |
| 第40話  | 1975.07.01 | 「仕掛けられた罠」       | 中川昭二              | 村山三男 | お琴:長内美那子、梅咲楼吉蔵:小栗一也、伊助:原田清人、佐太郎:清川新吾、幸吉:藤山浩二、辰造:南道郎、六兵衛:夏木章、初川久、西田勇三 |
| 第41話  | 1975.07.08 | 「殺しの報酬」           | 津田幸夫              | 村山三男 | 佐兵衛:長浜藤夫、お菊:山田はるみ、近藤佐平次:柳生博、伊村伝内:伊吹聡太郎、西海屋半蔵:轟謙二、近江佳世、福本潤、桂小かん、柿原織部:金田龍之介 |
| 第42話  | 1975.07.15 | 「愛の残影」             | 田代淳二              | 鹿島章弘 | お冬:田代美代子、吉岡大膳:南原宏治、正木源太夫:美川陽一郎、仁兵衛:幸田宗丸、黒部達之助:高森玄、源作:じん弘、小暮次郎:倉敷襄、玄徳:八木秀司、与平:阿部昇二、蓜島恵子、神谷信宏、柿木恵至、初川久、伊藤つかさ                                                                    |
| 第43話  | 1975.07.22 | 「運命の標的」           | 田代淳二              | 内出好吉 | 野木十郎太:天野新士、清吉:塚本信夫、相良直秀:北原義郎、相模屋幸兵衛:須藤健、和助:田口計、浅若芳太郎、瀧義郎、天野美保子 |
| 第44話  | 1975.07.29 | 「青春の挽歌」           | 田代淳二、 大川タケシ | 池広一夫 | 高岡一馬：中村光輝、和泉屋徳兵衛:大滝秀治、田村監物:川合伸旺、原斉:伊沢一郎、井上:灰地順、村上隼人:藤山浩二、坂本友明、福本潤、風間杜夫 |
| 第45話  | 1975.08.05 | 「娘を売る市場」         | 田代淳二              | 丸輝夫   | 間四郎太:田口計、戸沢松之助:今福正雄、なつ:戸島一美、赤渕達之進:小瀬格、上州屋清兵衛:高木二朗、三吉:吉田友紀、古賀新八郎:晴海勇三、半蔵:岡部正純、勘助:亀井三郎、土屋靖雄、八木喬、鈴木治夫                                                                                    |
| 第46話  | 1975.08.12 | 「鞭を振る女」           | 田代淳二              | 宮越澄   | 蝮の辰三:川地民夫、赤沢十兵衛:内田朝雄、お銀:二本柳俊衣、大和屋青華:中山昭二、源吉:吉田義夫、平田備中守:中村時之介、治三郎:高松政雄、政蔵:石垣守一、大形軍八:仙波和之 |
| 第47話  | 1975.08.19 | 「噂の大地震」           | 田代淳二              | 原田隆司 | 河合参之助:原田清人、川原信乃:町田祥子、巴屋伍兵衛:稲葉義男、風早:千波丈太郎、安藤主膳:田中浩、平沢八郎:森章二、弥吉:市村昌治、源七:奥村公延、そめ:五月晴子、山下勝也、松尾文人、関戸純、田原千之右、大東梁佶                                                                  |
| 第48話  | 1975.08.26 | 「華麗なる復讐」         | 淺間虹兒              | 原田隆司 | 大滝左馬之介:大出俊、おその:佐野厚子、板垣大膳:加賀邦男、田宮:大村文武、小林:片岡五郎、大滝惣右衛門:中村時之介、片岡滉、田原千之右、花原照子、岩井多聞:有島一郎 |
| 第49話  | 1975.09.02 | 「火刑台の魔女」         | 田代淳二              | 吉川一義 | 蓬莱屋徳兵衛:田中明夫、信乃:堀越陽子、蓬莱屋新三郎:住吉正博、沢野陣十郎:佐藤京一、保科甚内:沼田曜一、戸沢備中守:有馬昌彦、上野綾子、福本潤、辻伊万里 |
| 第50話  | 1975.09.09 | 「恐怖の脱獄者」         | 淺間虹兒              | 宮越澄   | 善七:浜村純、霞の黒兵衛:山本麟一、杉山:佐原健二、淡路屋徳右衛門:植村謙二郎、お京:結城しのぶ、佐吉:中庸介、森和馬:森川公也、渡辺高光、多田幸雄、鈴木和夫 |
| 第51話  | 1975.09.16 | 「人斬り子守唄」         | 田代淳二              | 鹿島章弘 | 矢沢哲之介:藤巻潤、相模屋忠兵衛:高品格、お弓:岩本多代、矢沢秀:伊藤つかさ、広瀬源之丞:黒部進、新井精太郎:鳴海五郎、戸塚孝、吉中正一、田原千之右 |
| 第52話  | 1975.09.23 | 「大江戸火焔太鼓」       | 淺間虹兒              | 鹿島章弘 | 新門辰五郎:待田京介、仙之助:工藤堅太郎、小染:水原麻記、と組万五郎:山岡徹也、お兼:花岡菊子、吉造:丹古母鬼馬二、平島正一、鈴木正晴、田原千之右 |
| 第53話  | 1975.09.30 | 「真夜中の狂刃」         | 淺間虹兒              | 村山三男 | 小森陽之介:森次晃嗣、原田左近将監:中村竜三郎、矢崎新八:堀勝之祐、辰五郎:見明凡太朗、伊沢大作:剣持伴紀、杉山元、松川純子、滝川潤、宇津木主水:中村竹弥 |
| 第54話  | 1975.10.07 | 「男沼・女沼・恋の沼」   | 大野靖子              | 内出好吉 | 江戸屋源兵衛:吉田義夫、森住庄左衛門:中山昭二、左内:藤岡重慶、茂作:岩城力也、久作:丘寵児、おしの:松下恵子、並木静夫、岬マコ、団巌 |
| 第55話  | 1975.10.14 | 「いのちの絶唱」         | 津田幸於              | 吉川一義 | 寺崎刑部:伊達三郎、おさち:東山明美、岡駿八:平井昌一、神坂玄馬:穂高稔、島田和心、大原百代、安東結子、佐野哲也、三村淳良:中村賀津雄 |
| 第56話  | 1975.10.21 | 「闇に咲く白粉花」       | 淺間虹兒              | 内出好吉 | 春駒太夫:宮園純子、本多和泉守:北上弥太朗、お仙:富山真沙子、阿部大和守:近藤宏、黒田左内:高杉玄、梓屋徳右衛門:東大二朗、肥土尚弘、ひろみどり、三井マリヤ |
| 第57話  | 1975.10.28 | 「愛と死の絆」           | 津田幸於              | 村山三男 | 手嶋道順:井川比佐志、神岡竜源:内田朝雄、相馬屋伝兵衛:伊沢一郎、手嶋こう:戸島一美、おみよ:風吹じゅん、前沢玄朴:須藤建、辰蔵:江角英明、軍蔵（手嶋武七）:速水亮、瀧義郎、山田禅二、円谷文彦                                                                                       |
| 第58話  | 1975.11.04 | 「裏切りの賭け」         | 淺間虹兒              | 村山三男 | 仙之助:大出俊、粕谷左門:菅貫太郎、近江屋茂左衛門：見明凡太朗、吾助:三谷昇、多平:村上不二夫、お加代:新海百合子、与作:堺左千夫、橘屋:河村弘二、佐藤文紀、藤山浩二、初川久、伊藤康臣、中田光利                                                                                    |
| 第59話  | 1975.11.11 | 「天保飛脚人異聞」       | 津田幸於              | 村山三男 | 亀沢左内:山本学、亀沢知世:真屋順子、源五郎：谷村昌彦、由造:梅津栄、鬼頭玄蕃:高野真二、山崎屋伝兵衛:幸田宗丸、近江屋徳兵衛:久遠利三、亀沢大助:山下雄大、おせん:橘倫子、伊吹佐十郎:森章二、神谷伸弘、初川久、八幡源太郎、鳴海剛                                                  |
| 第60話  | 1975.11.18 | 「二十一年目の顔」       | 田代淳二              | 鹿島章弘 | 内藤刑部:川合伸旺、井沢周邦:西沢利明、内藤(田島)新吾:潮哲也、安川剛蔵:中田博久、友田哲之助:宗近晴見、菅沼勝四郎:久世龍之介、岩村宗太郎:柿木恵至、河津作之進:山下勝也、長克巳、田島源太郎:大友柳太朗                                                                            |
| 第61話  | 1975.11.25 | 「さむらい無情」         | 津田幸於              | 鹿島章弘 | 青木新兵衛:長谷川明男、坂崎民部:今井健二、おしの:黒沢のり子、名主市右衛門:日野道夫、秋沢伊三郎:内田勝正、松浦軍蔵:川津祐介 |
| 第62話  | 1975.12.02 | 「許されざる愛」         | 津田幸於              | 中川信夫 | 真崎綾:水野久美、真崎源三郎:山本紀彦、原田倉之助:浜田晃、大垣刑部:高木二郎、真崎周太郎:弘松三郎、竹内半蔵:田中浩、直七:青森伸、伊助:大東梁佶、お加代:椎名祥子、お芳:三鈴栄子、花原照子、田原千之右、本田照夫、鳴海剛、松尾玖治                                                 |
| 第63話  | 1975.12.09 | 「父と子の詩」           | 田代淳二              | 中川信夫 | 石黒監物:中村竜三郎、楓:山吹まゆみ、池田屋文吾:中村時之介、藤井又四郎:福本潤、越後屋信三郎:池田忠夫、岡崎和馬:永吉健太郎、お国:伊藤つかさ、弥七:三上剛、早坂新八:長島寛、清吉:田原千之右、小野寺:松沼進、久保田:鳴海剛、六造:中村寿成、西田勇三、影伸之介、土井辰也、松尾玖治  |
| 第64話  | 1975.12.16 | 「悪徳の勲章」           | 淺間虹兒              | 宮越澄   | 黒岩源八:中谷一郎、中村志乃:亀井光代、田辺:勝部演之、浅草の万造:山岡徹也、戸上主計頭:庄司永建、中村喜一郎:神山寛、井上左内:中田浩二、お艶:園千雅子、大常:鎌田順吉、源次:井上博一、鈴木和夫、大村千吉、土田里美                                                                 |
| 第65話  | 1975.12.23 | 「槍しぶき黒田節」       | 津田幸於              | 村山三男 | 高倉周五郎:横内正、綾部園:二木てるみ、榊原大膳:織本順吉、越前屋藤兵衛:早川雄三、岩村塔十郎:中庸介、お紺:三好美智子、夏木章、大坪日出代、鈴木政晴、安東結子、銀平:田崎潤 |
| 第66話  | 1975.12.30 | 「傷だらけの報酬」       | 石川義寛              | 宮越澄   | 与吉:和崎俊哉、しず:榊ひろみ、板倉内膳:戸上城太郎、六兵衛:松山照夫、向井田左門:小笠原良知、長吉:山崎有右、疾風の三蔵:市村昌治、大和屋善右衛門:近藤準、工藤新八:滝川潤、汐見大膳:若杉英二、松尾玖治                                                                             |
| 第67話  | 1976.01.06 | 「初姿おんな鉄火纏」     | 津田幸於              | 村山三男 | お吉:池波志乃、お駒:二本柳俊衣、富蔵:江幡高志、巳之吉:石山律雄、辰五郎:小鹿番、山代屋籐兵衛:伊吹聡太朗、堀田又七郎:富川徹夫、堀田監物:梅沢昇、留吉:野呂圭介、福田真知子、八幡源太郎、辻善仁、松尾玖治、鈴木俊介、卯平:西村晃                                                   |
| 第68話  | 1976.01.13 | 「大奥乱れ花」           | 田代淳二              | 鹿島章弘 | 佐吉:睦五郎、宇之吉:頭師佳孝、上総屋善七:潮万太郎、琴路:円山理映子、山際伊織:加藤和夫、お絹:池田和歌子、多三郎:大木正司、仙之助:大泉滉、孝作:加地健太郎、相川哲之進:安田隆、茜屋籐兵衛:岩城力也、新助:白石幸長、おすが:沙川露里、お芳:大川万裕子、小磯:記平佳枝、宮古:川口節子 |
| 第69話  | 1976.01.20 | 「地獄の女郎花」         | 津田幸於              | 吉川一義 | 寺崎源七郎:永井秀和、藤堂宗俊:小瀬格、伊勢屋儀平:上田忠好、藤堂菊:皆川妙子、塚原伊十郎:頭師孝雄、彦兵衛:宮田洋容、おいね:目黒幸子、直助:橋本仙三、中曽根公子、岩城睦子、姿鉄太郎、泉芙美子、お歌:波乃久里子                                                                    |
| 第70話  | 1976.01.27 | 「死を運ぶ男」           | 田代淳二              | 鹿島章弘 | 吉岡道玄:平田昭彦、銀次:重田尚彦、八重:伊藤栄子、桂木肥前守:稲葉義男、立花四郎太:島田順司、ふじ:野口ふみえ、雪代:新井純、利助:折尾哲郎、お兼:五月晴子、お浜:槙ひろ子、仙之助:伊藤漠、高松政雄、なかいゆうこ、竹口安芸子、田中加奈子、邦創典                                    |
| 第71話  | 1976.02.03 | 「富くじ殺し札」         | 田代淳二              | 中川信夫 | 山崎辰之進:草野大悟、長吉:市川好朗、赤沢六兵衛:伊達三郎、柴上備前守:近藤宏、源次:中庸介、宮沢主膳:北原義郎、仙吉:関戸純、捨松:晴海勇三、文三:並木静夫、原口:高杉玄、溝呂木但、築地博、辻田矢道、林大介                                                                         |
| 第72話  | 1976.02.10 | 「闇に咲いた渡世花」     | 津田幸於              | 中川信夫 | 新三:久保明、おすえ:北川めぐみ、柿沢弾正:浜田寅彦、お民:小野ひずる、伊助:柳谷寛、鬼の定五郎:長谷川弘、松:阿藤海、中西紋十郎:森章二、勝次:福崎和宏、伊吹新、八幡源太郎、桜時雨のお市:甲にしき                                                                                   |
| 第73話  | 1976.02.17 | 「入れ墨の挽歌」         | 下村優                | 吉川一義 | 佐太郎:竜崎勝、およし:町田祥子、川村:森山周一郎、沢田忠順:高城淳一、淡路屋徳兵衛:幸田宗丸、治兵衛:小笠原良知、沢井三郎、福本潤、仙波和之、天野美保子、源作:河原崎長一郎 |
| 第74話  | 1976.02.24 | 「禁じられた十字架」     | 鈴木礼之介            | 原田隆司 | お八重:服部妙子、宗之助:剣持伴紀、最上大膳:田口計、田村伝之進:杉江廣太郎、岡島新八:亀山靖博、光元:今村原兵、綾:谺のぶ子、徳兵衛:西沢武夫、松乃:沢柳迪子、作兵衛:中村寿成、米吉:里見たかし、渡辺真六、松尾玖治、鳴海剛、田原千之右、八幡源太郎                                  |
| 第75話  | 1976.03.02 | 「裏切りの慕情」         | 淺間虹兒              | 原田隆司 | おりん:范文雀、本多肥前守忠保:武藤英司、大杉玄馬:大前均、横井孫八:原口剛、多吉:三夏伸、伊藤弘一、内田佳昭、田原千之右、石光豊、八幡源太郎、福留幸夫、松尾玖治、森洋、渡辺真六                                                                                                  |
| 第76話  | 1976.03.09 | 「帰らざる烙印」         | 津田幸於              | 宮越澄   | お仲：岩本多代、お常：文野朋子、伊之吉：水村泰三、源七：松山照夫、鬼頭玄蕃：大村文武、長崎屋義平：弘松三郎、矢崎市之助：石井宏明、金井大三郎：鳴海吾郎 |
| 第77話  | 1976.03.16 | 「十二万石の命」         | 石川義寛              | 吉川一義 | 甚八：高津住男、上田要之進：久富惟晴、大野大膳：細川俊夫、かよ：野口ふみえ、三津代：絵沢萠子、富士乃：原良子、東：山本昌平、玄才：天野新士、甚一：坂上忍 |
| 第78話  | 1976.03.23 | 「呪われた愛」           | 田代淳二              | 宮越澄   | お篠：三浦真弓、戸田備中守：北上弥太郎、長野新次郎：石山雄大、お時：小沢沙季子、五兵衛：松崎真、お吉：木之本恵美、海月：中村時之介 |
| 第79話  | 1976.03.30 | 「生き胴斬り千両」       | 西沢治                | 吉川一義 | 鬼沢一平：柳沢真一、辻浪江：吉行和子、鈴川大学：杣英二郎、机左内：西田健、 倉田主膳：勝部演之、銀造：杉義一、辻兵馬：堺左千夫 |
| 第80話  | 1976.04.06 | 「地獄の野良犬」         | 津田幸於              | 村山三男 | 山崎哲之介：藤巻潤、山崎菊：亀井光代、戸村久七郎：清水綋治、本田宗源：小瀬格 新三(安藤新三郎)：森下哲夫、和泉屋亮助：森幹太、梅乃家小扇：水原麻記 |
| 第81話  | 1976.04.13 | 「振袖の熱い涙」         | 田代淳二              | 鹿島章弘 | 佐吉：松橋登、桶屋儀三郎：山岡徹也、忠兵衛：福山象三、源八：西田良、お春：安東結子、吾作：阿部昇二、十左衛門：桔梗恵二郎 |
| 第82話  | 1976.04.20 | 「黄金地獄」             | 淺間虹兒              | 鹿島章弘 | 喜助：浜村純、丈次：尾藤イサオ、丹波屋徳右衛門：潮万太郎、丹波屋宗之助：北村総一郎、大野成綱：田中浩、岩常：藤山浩二、加地健太郎 |
| 第83話  | 1976.04.27 | 「黒の追跡」             | 津田幸於              | 村山三男 | 沢田せき：宝生あやこ、脇坂刑部：中村竜三郎、梢：結城しのぶ、近江屋加助：上田忠好、島崎唐十郎：梅沢昇、沢田源之助：山口崇 |
| 第84話  | 1976.05.04 | 「炎のめぐり逢い」       | 津田幸於              | 宮越澄   | お国:風見章子、仁村屋久兵衛:田武謙三、おきん:横山道代、お照:津山登志子、市川玄蕃:川合伸旺、長次:広瀬昌助、伊助：川村憲一郎、田中利三郎：八木喬 |
| 第85話  | 1976.05.11 | 「消えた五千両」         | 田代淳二              | 宮越澄   | 源造：鈴木瑞穂、山代屋清兵衛：菅貫太郎、お孝：遠藤真理子、戸沢備前守：天本英世 政吉：岡部正純、与七：中庸介 |
| 第86話  | 1976.05.18 | 「浦賀の花嫁人形」       | 田代淳二              | 大洲齊   | 卯之助：太田博之、お栄:竹下景子、木曽屋政五郎:浜田寅彦、稲垣主馬:沼田曜一、青山左京：横森久、山際源八:高杉玄、喜助:袋正 |
| 第87話  | 1976.05.25 | 「謎の梅屋敷」           | 津田幸於、 中沢昭二   | 大洲齊   | 鉄斉(関玄鉄)：大滝秀治、お美輪：市毛良枝、玉井右近：中山昭二、楯岡庄兵衛：中井啓輔、おきぬ：小野ひずる、新八：頭師孝雄 |
| 第88話  | 1976.06.01 | 「百年目の逃亡者」       | 田代淳二              | 鹿島章弘 | 牧野日向守:青木義朗、八田修二郎:松山省二、本多豊後守：大村文武、榊主膳：高城淳一、野村美和:紅景子、浅田勇之介：堀勝之祐、小沢信蔵：黒部進、八田左内:中村竹弥 |
| 第89話  | 1976.06.08 | 「哀愁の女ふたり」       | 津田幸於              | 松島稔   | お銀：赤座美代子、三浦大膳：渥美国泰、大津屋宇兵衛：小林昭二、お藤：浅利香津代、仲森万之助：小林勝彦、堺屋儀助：増田順司、谷口源七郎：森川公也、市川田三郎：きくち英一 |
| 第90話  | 1976.06.15 | 「さすらい母恋い唄」     | 田代淳二              | 鹿島章弘 | お京：栗田ひろみ、野村宅之進：郷鍈治、瀬川主膳：今井健二、お弓：小沢左生子、三吉：雷門ケン坊、甚助：奥村公延、吉田豊明 |
| 第91話  | 1976.06.22 | 「天保女医秘録」         | 木村雅夫              | 松島稔   | 青木志乃：新藤恵美、水野主水正：中村竜三郎、加賀屋:近藤宏、青木良斉：村上冬樹、浜路：大原百代、川田道伯：新井和夫、お光：萩奈穂美 |
| 第92話  | 1976.06.29 | 「狙われた女」           | 津田幸於              | 吉川一義 | 加代：高田美和、倉之助：島田順司、本橋刑部：加賀邦男、和七：藤岡重慶、皆川唐十郎：佐藤京一、駿河屋辰蔵：幸田宗丸、伊勢屋利兵衛：庄司永建、伊八：野呂圭介 |
| 第93話  | 1976.07.06 | 「大江戸の黒い霧」       | 淺間虹兒              | 大洲 齋  | 大内正二郎：森次晃嗣、おいそ：井原千寿子、渡海屋:野口元夫、源八：木田三千雄、元老中(大久保加賀守)：中村時之介、 武蔵屋:加藤嘉 |
| 第94話  | 1976.07.13 | 「十万石の罠」           | 田代淳二              | 村山三男 | 増田武太夫：織本順吉、瀬川矢五郎：菅貫太郎、小川若狭守：北原義郎、太田新之丞：原田清人、木谷主人：深江章喜、相川源三郎：尾形伸之介、須永慶、杜沢泰文、久米哲之介：若林豪 |
| 第95話  | 1976.07.20 | 「ある少年の出発」       | 津田幸於              | 村山三男 | 桂木新太郎：島英津夫、桂木源之助：山本豊三、若松屋藤兵衛：小鹿番、市川武十郎：北条寿太郎、おうめ：緋多景子、宮崎監物：田中明夫、宮崎綾：真屋順子 |
| 第96話  | 1976.07.27 | 「怒濤佐渡の嵐」（前編） | 津田幸於              | 村山三男 | 巳之吉：有川博、神坂外記：中山昭二、湯浅平馬：柴田侊彦、お京：杉本美樹、お雪：津山登志子、楠原唐八郎：大村文武、島蔵：大東梁佶、おりん：浅利香津代、早崎道庵：大友柳太朗 |
| 第97話  | 1976.08.03 | 「怒濤佐渡の嵐」（後編） | 津田幸於              | 村山三男 | 巳之吉：有川博、神坂外記：中山昭二、湯浅平馬：柴田侊彦、お雪：津山登志子、おみよ：麻田ルミ、伊沢源十郎：尾形伸之助、お京：杉本美樹、おりん：浅利香津代、宇兵衛：岩城力也、新助：伊藤敏孝                                                                                       |
| 第98話  | 1976.08.10 | 「死神のくれた赤ん坊」   | 淺間虹兒              | 鹿島章弘 | 磯貝新兵衛：竜崎勝、およし：夏桂子、お糸：北林早苗、大黒屋勘助：北見治一、志乃：津田亜矢子、小野左門：高木二郎、政：青森伸、お京：沙川露里 |
| 第99話  | 1976.08.17 | 「黄金の腕」             | 田代淳二、 中沢昭二   | 鹿島章弘 | 栄次郎：中野誠也、稲葉大炊頭忠頼：北上弥太朗、田丸屋:潮万太郎、北条茂昭：弘松三郎、真鍋主膳：木村元、戸沢友成：綾川香、小松源内：内田勝正 |
| 第100話 | 1976.08.24 | 「夜歩き美女」           | 木村雅夫              | 宮越澄   | 大和屋惣兵衛：内藤武敏、お雪：服部妙子、山代屋儀兵衛：武藤英司、柴田山城守：田中浩 玄達：渡辺高光、利助：森章二、源次：沖田駿一、同心下井：八木隆 |
| 第101話 | 1976.08.31 | 「暗黒街の罠」           | 田代淳二、 中沢昭二   | 宮越澄   | 平吉：森次晃嗣、河田備中守：加藤和夫、天神の鉄五郎：汐路章、八木清蔵：五味龍太郎、お高：大関優子、大西弥三郎：中村時之介、榎の増次郎：幸田宗丸、河内屋新助：鶴田忍、大木正司                                                                                                   |
| 第102話 | 1976.09.07 | 「仏像を抱く女」         | 田代淳二              | 吉川一義 | 奈美：梢ひとみ、佐伯要之介：清水綋治、小田切主膳：高城淳一、堀川大三：岡部正純、ひで：森みどり、了然：中村時之介 |
| 第103話 | 1976.09.14 | 「怪談赤いろうそく」     | 田代淳二              | 内出好吉 | 辻屋お冬：長内美那子、喜八：小野武彦、千倉屋重兵衛：伊達三郎、小田切豊前守：小笠原良知、お芳：萩原奈穂美、辰三：中庸介、田川哲之丞：滝川順 |
| 第104話 | 1976.09.21 | 「天保やっちゃば秘録」   | 津田幸於              | 吉川一義 | 吉崎島之助：小坂一也、お千勢：堀越陽子、五平：今福将雄、三田村大膳：内田稔、濱松屋徳兵衛：外野村晋、清水屋辰三：杉義一、矢沢軍十郎：森山周一郎、源七：灰地順 |
| 第105話 | 1976.09.28 | 「闇の中に鈴が鳴る」     | 津田幸於              | 内出好古 | おいね：江夏夕子、伊吹哲之介：水村泰三、淺磨屋藤兵衛：浜田寅彦、生沢刑部：沼田曜一、お絹：関根世津子、鬼塚源七郎：中井啓輔、根津の酉蔵：黒部進 |
| 第106話 | 1976.10.05 | 「弥九郎白夜に死す」     | 津田幸於              | 村山三男 | 島崎左平次：久保明、お滝：今出川西紀、島崎庄兵衛：小栗一也、中塚半蔵：平泉征、源助：梅津栄、五平：柳谷寛、おとき：加藤土代子、坂井兵部：久遠利三、峰岸伊十郎：高杉玄 |
| 第107話 | 1976.10.12 | 「おんな捕物地獄花」     | 津田幸於              | 村山三男 | 業平のお京：三浦真弓、猪之吉：辻萬長、次助：田武謙三、岩崎屋源蔵：伊沢一郎、本田監物：今井健二、お新：松平純子、皆川敬一郎：森川公也、稲切和十郎：中田浩二、お徳：辻伊万里 |
| 第108話 | 1976.10.19 | 「暗黒の烙印」           | 淺間虹兒              | 村山三男 | 弥七：大友柳太郎、辰造：勝部演之、坂部能登守：戸上城太郎、和泉屋新助：清川新吾、源次：西田良、助五郎：土方弘、おきん：富山真沙子、おとき：新海百合子 |
| 第109話 | 1976.10.26 | 「地獄のひまわり」       | 津田幸於              | 村山三男 | 歌吉(お歌)：大滝子、越前屋(坂井)軍蔵：藤岡重慶、岩崎典膳：細川俊夫、宇之吉：小鹿番、本郷伊三郎：田口計、上総屋(皆川)源七：横森久 |
| 第110話 | 1976.11.02 | 「天保ねずみ小僧異聞」   | 津田幸於              | 村山三男 | 長次：島英津夫、井筒屋万蔵：武藤英司、伝三郎：大村文武、石田外記：北原義郎、島吉：中田博久、おるい：遠藤真理子、宇兵衛：中村時之介、弥助：池田忠夫、次郎吉：中村嘉葎雄 |
| 第111話 | 1976.11.09 | 「闇に舞う白い牙」       | 田代淳二              | 鹿島章弘 | おすが：赤座美代子、立花文治郎：坂井修、斎藤玄有：村上冬樹、小国屋仁兵衛：福岡正剛、平田備前守：高野真二、義助：岩城力也、三春：杉本真智子、小川正道：加地健太郎、立花昌石：御木本伸介                                                                                         |
| 第112話 | 1976.11.16 | 「若きいのちの叫び」     | 淺間虹兒              | 鹿島章弘 | 新吉：峰竜太、お妙：市毛良枝、湊屋徳右衛門：稲葉義男、市川甚八：五味龍太郎、松乃家の女将：白石奈緒美、助左：岡部正純、常造：中庸介 |
| 第113話 | 1976.11.23 | 「浮世絵の女」           | 田代淳二              | 宮越澄   | お雪：園まり、森川哲之介：長谷川明男、柴田外記：織本順吉、春栄：蜷川幸雄、しの：八木孝子、小沢文之進：大木正司、辰巳屋利兵衛：陶隆司、きくち栄一 |
| 第114話 | 1976.11.30 | 「侠盗かまいたち」       | 津田幸於              | 宮越澄   | 島田綾：岩本多代、神崎典膳:外山高士、粂吉：稲吉靖、福井屋儀助：小瀬格、お竜：水上竜子、伊兵衛：笹川恵三、鬼頭定五郎：晴海勇三、おさよ：本間文子、島田左内：川崎敬三 |
| 第115話 | 1976.12.07 | 「十八年目の女」         | 田代淳二              | 丸山誠治 | お秋：丘さとみ、北海屋利蔵：浜田寅彦、おりき：楠侑子、幸太：伊藤俊孝、伊沢主水：藤山浩二、森川公也、小野ひずる |
| 第116話 | 1976.12.14 | 「炎のきずあと」         | 津田幸於              | 丸山誠治 | お市(巴屋美和)：北川美佳、山城屋駒蔵:潮万太郎、本田刑部：沼田曜一、吉崎島十郎：佐藤京一、猿の伝次：三上左京、流れ星の佐七：若林豪 |
| 第117話 | 1976.12.21 | 「二度死んだ男」         | 櫻井康裕              | 村山三男 | 揚羽の喜兵衛：浜村純、お園：渡辺やよい、清次：森大河、留吉：風間杜夫、鮗の藤蔵：曽我廼屋一二三、多平：根本嘉也、伝十郎：内田勝正 |
| 第118話 | 1976.12.28 | 「天女のような女」       | 櫻井康裕              | 吉川一義 | おりん：沢田雅美、文治：小野進也、宇佐次：宮口二郎、亮太：小島三児、杉原直亮：森山周一郎、湊屋吾兵衛：早川雄三、太平：近藤準、およし：目黒幸子、百蔵：杉義一 |
| 第119話 | 1977.01.04 | 「初春の虹をこえて」     | 津田幸於              | 村山三男 | おつた：磯野洋子、下坂大膳：天津敏、和泉屋久兵衛：見明凡太朗、西国屋吉兵衛：山岡徹也、紋次：蟹江敬三、源九郎：黒部進、竹蔵：松山照夫、お京：早川絵美、嘉助：日野道夫、己之助：川津祐介                                                                                         |
| 第120話 | 1977.01.11 | 「秘薬の謎をあばけ」     | 吉田隆                | 吉川一義 | 渋江南山：西沢利明、片桐仁十郎：佐原健二、太市：倉岡伸太郎、秋津大伍：中山昭二、お宥：野口ふみえ、黒木主膳正：高城淳一、松山堂嘉兵衛：上田忠好、弥七：池田駿介、唐沢玄治：田中浩                                                                                               |
| 第121話 | 1977.01.18 | 「唐絹は死の匂い」       | 武末勝                | 鹿島章弘 | 佐吉：太田博之、黒部典膳：川合伸旺、大野：草薙幸二郎、丸高屋角右衛門：田島義文、お志乃：麻生よう子、乾左源太：北村大造 |
| 第122話 | 1977.01.25 | 「凧と十手とにごり酒」   | 津田幸於              | 鹿島章弘 | 本田道玄：田中明夫、皆川辰五郎：睦五郎、中原滝：伊藤栄子、岩崎伊七郎：天野新士、吉野屋田蔵：近藤宏、倉本新兵衛：大友柳太朗 |
| 第123話 | 1977.02.01 | 「母と子の挽歌」         | 土橋成雄              | 村山三男 | 磯貝主水：西村晃、定二郎：島英津夫、備前屋信兵衛：細川俊夫、和泉屋多兵衛：高桐真、源次：折尾哲郎、佐伯蔵人：伊吹徹、梅吉(お梅)：淡島千景 |
| 第124話 | 1977.02.08 | 「あだ花無情」           | 淺間虹兒              | 村山三男 | 夜桜のお袖：波乃久里子、南蛮屋以蔵：梅沢昇、政吉：森下哲夫、銀次：金井進二、大蔵屋多兵衛：岩城力也、岩蔵：市村昌治 |
| 第125話 | 1977.02.15 | 「ろくでなし」           | 櫻井康裕              | 鹿島章弘 | 源之進：工藤堅太郎、持田一馬：岸田森、志乃：水原ゆう紀、了海：北見治一、古着屋：梅津栄、柏仙：人見きよし、天神の利蔵：藤山浩一、樋口周蔵：加地健太郎、堂上帯刀：浜田晃、和久井節緒                                                                                             |
| 第126話 | 1977.02.22 | 「逢初橋の女」           | 津田幸於              | 皆川隆之 | 伊佐吉：江原真二郎、生田新八郎：早川保、お島：倉野章子、吉崎民部：杣英二郎、新助：石田信之、坂井屋義助：稲葉義男、利兵衛：木田三千雄、青森伸 |
| 第127話 | 1977.03.01 | 「復讐の赤い矢」         | 田代淳二              | 鹿島章弘 | お絹：珠めぐみ、周治郎：柴田侊彦、加七：北村総一郎、平井監物：北原義郎、永田兵部：長谷川弘、新之助：堀勝之祐、近江屋多三郎：高野真二 |
| 第128話 | 1977.03.08 | 「鬼の涙が闇に散る」     | 津田幸於              | 村山三男 | 真崎慎吾：山本紀彦、寺尾園：今出川西紀、甚兵衛：小栗一也、板倉大膳：織本順吉、松田屋藤吉：潮建志、矢吹又十郎：大木正司、真崎雪：森川千恵子 |
| 第129話 | 1977.03.15 | 「御狩場絶唱」           | 田代淳二              | 宮越澄   | お豊：磯村みどり、仁助：和崎俊哉、惣兵衛：香川良介、源八郎：五味龍太郎、村田重三郎：大村文武、つる：丸山秀美、松三：矢ノ目がん、富岡：中庸介 |
| 第130話 | 1977.03.22 | 「地獄の王将」           | 津田幸於              | 宮越澄   | 佐吉(堀田佐平次)：長谷川明夫、おりん：葉山葉子、本多采女：浜田寅彦、本多又七郎：剣持伴紀、清川新太郎：坂上忍、弥兵衛：柳谷寛、甚十郎：堀田真三、駒屋喜兵衛：庄司永建 |
| 最終話  | 1977.03.29 | 「さらば刀舟江戸の街」   | 淺間虹兒              | 村山三男 | 横井蔵人：藤巻潤、岩月左門：小松方正、沼田玄伯：小堀阿吉雄、瀬川矢五郎：勝部演之、名主仁左衛門：日野道夫、美濃部：中村竜三郎、水野忠篤：水島道太郎 |

## ビデオ DVD
- ビデオ
- DVD

## 補足
- ラスト近くの立ち回りの際に使われる決め台詞『てめえら人間じゃねえや、たたっ斬ってやる!』は、初期の話数では使われず、第17話「他人の顔」で刀舟の昔からの知り合いである安藤良石（伊藤雄之助）が弘前藩主・津軽少将信時（中村竜三郎）の手下によって殺害された際、急を聞いて駆けつけた刀舟が信時とその手下たちに放った一言（その際の台詞は「てめえなんか人間じゃねえ、たたっ斬ってやるよ!」だった）が初めての使用となった（但し、やはり刀舟が悪人の前で放つ「やかましいや、この野郎!」は第2話から使用されている）。
- 「刀舟」という名前は勝田康三プロデューサーが考案した名前で、錦之介の代表作「子連れ狼」の拝一刀の刀と本作の放送が開始された当時のNHK大河ドラマ「勝海舟」の舟を合わせたネーミングとされる[9][注釈 3]。
- この番組が放映された時期は、テレビネットワーク腸捻転の解消（ネットチェンジ）が行われた時期でもある。第1話 - 第26話までは、関西ではNET系列局であった毎日放送（MBS）にて放送されていた。第27話以降は、ネットチェンジによりTBS系列から新たに移ってきた朝日放送（ABC）にて放送されている。
- ゲスト出演者には錦之介の当時の妻淡路恵子、後の妻甲にしき、実弟中村嘉葎雄、淡路の連れ子島英津夫がいる。
- 第7話にゲスト出演した古川登志夫の証言によると、『破れ傘刀舟悪人狩り』や『荒野の素浪人』などの三船プロダクション作品は、神奈川県麻生区の柿生や東京都青梅市の山の上でロケを行うことが多く、ロケ地ではジェット機の爆音も気にせず撮影。音声は三船プロのスタジオでアフレコ処理することも多かった[10]。
- 「破れ傘刀舟悪人狩り」が放送中の1975年4月6日から同年9月28日まで、日本テレビ系列で錦之介が主演の「長崎犯科帳」も放送されていた。（当時、再放送を除いて主演の俳優が同じである連続ドラマ番組が同時期に複数放送される事は珍しかった[注釈 4]。）
- 本作で使用されているBGMは作曲家・木下忠司の手に依るものだが、後に木下が劇伴担当で参加していた『桃太郎侍（高橋英樹主演版）』（1976年 - 1981年、日本テレビ系）に流用される形で使用されている[注釈 5]。